# Butterfly Fly Away
«Butterfly Fly Away» (с англ. — «Бабочка улетай») — песня американской певицы Майли Сайрус и её отца Билли Рэй Сайруса, вошедшая в саундтрек Hannah Montana: The Movie из фильма «Ханна Монтана: Кино» (2009), в котором оба участника семейного дуэта исполнили главные роли. Расширенная версия песни вошла в одиннадцатый студийный альбом Билли Рэя Back to Tennessee. Песня представляет собой нежную кантри-балладу с текстом, описывающим переход ребёнка во взрослую жизнь.
Песня получила в целом благоприятные отзывы и, хотя не была выпущена в качестве сингла, достигла заметных коммерческих результатов в Австралии, Канаде, Ирландии, Великобритании и США, а в Австралии и Соединённых Штатах получила платиновые сертификаты. Наивысшего международного максимума она достигла в ирландском чарте синглов, заняв сорок шестое место. Музыканты исполняли песню вживую на нескольких концертных площадках; выступление в английском Apple Store было записано и в итоге выпущено на мини-альбоме.

## История
Гусеница на дереве
 Как ты думаешь, кем ты будешь
 Далеко идти нельзя, но мечтать можно всегда
 Не волнуйся, держись крепче
 Я обещаю тебе, что настанет день...
 Теперь у тебя есть крылья, и ты не можешь остаться
Возьми эти мечты и воплоти их в жизнь
 Бабочка улетай
 Бабочка улетай
Как и в последнем дуэте Майли и Рэя Сайруса «Ready, Set, Don’t Go» (2007), в «Butterfly Fly Away» описывается переход ребёнка во взрослую жизнь.
Песня была написана и спродюсирована Гленом Баллардом и Аланом Сильвестри для фильма 2009 года «Ханна Монтана: Кино». Согласно фильму, когда главная героиня Майли Стюарт (в исполнении Майли Сайрус) была маленькой, её отец Робби Рэй Стюарт (в исполнении Билли Рэя Сайруса) часто говорил ей, что, хотя гусеница не может много двигаться, она все ещё может мечтать о бабочке, которой однажды станет.
Этот комментарий стал повторяющимся мотивом в фильме и послужил основой для текста песни «Butterfly Fly Away», в которой метаморфоз гусеницы используется как метафора взросления ребёнка. В фильме «Ханна Монтана: Кино» оба члена семейного дуэта исполняют песню в образе своих персонажей в «нежной сцене в кино в беседке под дождём». Билли Рэй сказал, что съёмки этой сцены были «довольно особенным моментом. Саму песню написал Глен Баллард, виртуозный композитор, написавший „Man in the Mirror“ для Майкла Джексона. Я знал, что это особенная песня […] и она, конечно, попадает в самое подходящее место в фильме».

## Отзывы
Рецензенты дали песне умеренно положительные отзывы. Скотт Мервис из Pittsburgh Post-Gazette назвал её «милым дуэтом». Рецензент Allmusic Хизер Фарес сказала, что песня представляет собой «трешевый дуэт». Стивен Томас Эрлевайн, также из Allmusic, был более негативен, назвав песню «сиропной, мерзкой», в которой Билли Рэй никогда не звучит совершенно правильно. Лия Гринблатт из Entertainment Weekly написала: «Нежный дуэт Майли с отцом Билли Рэем, „Butterfly Fly Away“, — это тихая прелесть». Рецензент Billboard Кен Такер отметил, что это «воздушная и плавная песня о семье, в которой голоса отца и дочери прекрасно сочетаются». Майкл Рехтшаффен из The Hollywood Reporter назвал «Butterfly Fly Away» «нежной балладой Глена Балларда/Алана Сильвестри».
Песня была включена в шорт-лист номинации «Лучшая оригинальная песня к фильму» на 82-й церемонии вручения премии «Оскар», но не получила номинации.

## Коммерческий успех
Песня «Butterfly Fly Away» дебютировала в США на семьдесят втором месте в хит-параде Billboard Hot 100 на неделе, закончившейся 25 апреля 2009 года. На следующей неделе, 2 мая 2009 года, песня достигла своего высшего положения в Hot 100 под номером пятьдесят шесть. В общей сложности песня провела в чарте три недели подряд. На неделе, закончившейся 25 апреля 2009 года, «Butterfly Fly Away» дебютировала под номером семьдесят шесть в канадском чарте Canadian Hot 100. На следующей неделе песня достигла 50-го места. В Канаде песня продержалась в чарте дольше, чем на родине, оставаясь в чарте четыре недели.
В других странах песня имела схожие коммерческие результаты. В Великобритании песня дебютировала и достигла пика на семьдесят восьмом месте за неделю, закончившуюся 16 мая 2009 года. «Butterfly Fly Away» достигла своего наивысшего международного успеха в Ирландском чарте синглов Irish Singles Chart. Она дебютировала под номером сорок семь на неделе, закончившейся 7 мая 2009 года. В итоге песня достигла вершины на сорок шестом месте. Она также достигла пятьдесят шестого места в Австралийском чарте синглов Australian Singles Chart.

## Живые выступления
Сайрусы исполнили песню на шоу Good Morning America 8 апреля 2009 года, наряду с песнями «Full Circle», «Hoedown Throwdown» и «The Climb». Они включили песню в свой сет для AOL Sessions, записанный 13 апреля 2009 года. Они также исполнили эту песню в Лондоне в магазине Apple Store, наряду с дуэтной версией песни Билли Рэя «Thrillbilly» и несколькими собственными синглами. Этот сет, а также несколько песен отца Сайрус, продавались эксклюзивно в iTunes Store Соединённого Королевства в виде расширённого воспроизведения под названием iTunes Live from London.

## Чарты
| Чарт (2009)                         | Высшая позиция |
| ----------------------------------- | -------------- |
| Австралия (ARIA)                    | 56             |
| Великобритания (UK Singles Chart)   | 78             |
| Ирландия (IRMA)                     | 46             |
| Канада (Billboard Canadian Hot 100) | 50             |
| США (Billboard Hot 100)             | 56             |

## Сертификации
| Регион                                                                      | Сертификация | Продажи   |
| --------------------------------------------------------------------------- | ------------ | --------- |
| Австралия (ARIA)                                                            | Платиновый   | 70 000    |
| США (RIAA)                                                                  | Платиновый   | 1 000 000 |
| Данные о продажах + прослушиваниях приведены только на основе сертификации. |              |           |